# Helenio Herrera
Helenio Herrera (Buenos Aires, 10 de abril de 1910 — Veneza, 9 de novembro de 1997) foi um treinador e ex-futebolista franco-argentino, que atuou como zagueiro. Herrera teve uma carreira relativamente modesta como jogador, mas, com 17 grandes títulos, se tornou não só um dos mais bem sucedidos, mas também um dos mais influenciadores treinadores na história do jogo.
Durante sua carreira gerencial, Herrera conquistou quatro títulos da La Liga (com Atlético de Madrid e Barcelona) e três títulos da Serie A com a Inter de Milão. Ele também guiou a Inter para a glória européia, ganhando duas Liga dos Campeões consecutivas, entre vários outros títulos. Ele é considerado um dos maiores treinadores de todos os tempos. Em janeiro de 2017, Herrera foi nomeado entre os 10 maiores treinadores desde a fundação da UEFA em 1954.
Herrera foi indiscutivelmente o primeiro treinador a cobrar os créditos pelas performances de suas equipes, no processo se tornando uma estrela no mundo do futebol. Até então, os treinadores eram figuras mais marginais em uma equipe. Todas as equipas em toda a Europa eram conhecidas pelos seus jogadores, por exemplo, o Real Madrid de Di Stéfano, enquanto o Inter durante a década de 1960 ainda é chamada de Inter de Herrera.

## Vida e Carreira de Jogador
Herrera nasceu em Buenos Aires, Argentina. Seu pai Francisco, que trabalhava como carpinteiro, era um anarquista exilado da Andaluzia. Sua mãe, Maria Gavilán Martínez, era uma faxineira. 
Em 1920, a família de Herrera deixou a Argentina para Casablanca, depois foi para uma cidade colonial francesa, em busca de uma vida melhor. Em Casablanca Herrera começou sua carreira como futebolista. 
Jogando como um defensor central, em 1932 ganhou uma transferência do Racing de Casablanca para a França no CASG Paris. 
Antes da Segunda Guerra Mundial, Herrera (ou HH como era conhecido) jogou no Stade Français, FCO Charleville (onde foi convocado duas vezes para a equipe nacional) e Excelsior Roubaix. Durante a guerra, ele jogou durante cinco anos no Red Star Paris, no Stade Français, EF Paris-Capitale e Puteaux, onde começou a carreira de treinador em 1944 como jogador-gerente. 
Ele se aposentou em 1945 com uma carreira de pouco sucesso.

## Treinador
Após sua primeira temporada no Puteaux, Herrera foi para o Stade Français pela terceira vez, dessa vez como treinador. Depois de três temporadas sem troféus, o presidente do clube optou por vender o clube. 
Herrera mudou-se para a Espanha, onde passou os seis anos seguintes com o Real Valladolid, Atlético de Madrid(onde ganhou a La Liga em 1950 e 1951), Málaga, Deportivo de La Coruña e Sevilla, antes de se mudar para Portugal e treinar por dois anos posse o Belenenses. 
Mais tarde, retornando à Espanha, ele treinou o gigante Barcelona, onde ganhou vários títulos (incluindo La Liga, duas vezes), mas vários problemas, incluindo desentendimentos entre ele e a estrela Kubala, forçaram-no a deixar o clube em 1960.
Ele imediatamente foi para a Itália e assinou com a Inter de Milão (onde ele permaneceu até 1968), conquistando três títulos da Serie A e duas Ligas dos Campeões durante sua estadia no clube, onde modificou uma tática 5-3-2 conhecida como Verrou (parafuso) para incluir maior flexibilidade para contra-ataques - e assim o Catenaccio nasceu. O time mais tarde foi apelidado de Grande Inter, devido aos sucessos do clube sob o comando de Herrera. Durante este tempo ele também treinou a Espanha (entre 1959 e 1962) e a Itália(1966-67).
Em 1968, Herrera mudou-se para Roma, onde se tornou o treinador de melhor remuneração do mundo, com contrato no valor de £ 150,000 por ano. Ele ganhou a Coppa Italia em sua primeira temporada, mas as relações com o presidente do clube, Alvaro Marchini, não eram boas e na temporada 1969-70, resultados ruins na Liga deram a Marchini a desculpa para demito-lo.
Ele voltou à Inter de Milão por um período de um ano mas então sofreu um ataque cardíaco.
Herrara não queria mais treinar e se aposentou em Veneza, onde ele morou o resto de sua vida. Embora inativo entre 1974 e 1978, Herrera retornou brevemente no final da década, gerenciando o Rimini Calcio e finalmente terminando sua carreira com retorno um ao Barcelona por uma temporada e meia entre 1980 e 1981.

## Influência
Ele foi pioneiro no uso de habilidades de motivação psicológica - suas frases são citadas até hoje, por exemplo, "ele que não dá tudo, não dá nada", "com 10 nossa equipe joga melhor do que com 11" (depois de sua equipe ter que jogar o segundo tempo com apenas 10 jogadores no campo) e "Classe + Preparação + Inteligencia + Atletismo = Campeões". Esses slogans eram frequentemente colocados em outdoors e cantados por jogadores durante as sessões de treinamento.
Ele também aplicou um código de disciplina, pela primeira vez proibindo os jogadores de beber ou fumar e controlar sua dieta. Uma vez na Inter ele suspendeu um jogador depois dele dizer a imprensa "nós viemos jogar em Roma " em vez de " nós viemos ganhar em Roma ". Ele também enviava pessoas do clube para as casas dos jogadores durante a semana para realizar "verificações de cama".
Ele também foi um dos primeiros treinadores a recorrer ao apoio do "12º jogador" - os torcedores. Embora indiretamente, isso levou à aparição dos primeiros movimentos Ultras no final dos anos 60. 
Em 2004, a viúva de Herrera, Fiora Gandolfi, lançou um livro chamado "Tacalabala". Naquilo foram coletados provas, esboços e notas dos cadernos e revistas da Herrera.

## Táticas
A formação padrão da Herrera no Inter foi o sistema 5-3-2 , que quase sempre incluia um volante (geralmente o capitão da equipe, Armando Picchi), bem como quatro defensores. Ele era abertamente desdenhoso por equipes que tinham uma obsessão pela posse da bola, declarando que "a bola sempre se move mais e mais rapidamente, quando não há um jogador atrás ". 
Suas táticas de catenaccio na Inter de Milão foram muitas vezes criticadas por ser excessivamente defensiva; Herrera e vários jogadores da Inter de Milão na época refutaram essas afirmações, com Herrera afirmando mais tarde: "O problema é que a maioria dos que me copiaram me copiou erroneamente. Eles esqueceram de incluir os princípios de ataque que meu Catenaccio incluía. Eu tinha Picchi como volante, sim, mas eu também tinha Facchetti, o primeiro extremo a marcar tantos gols como um atacante".
Além da força defensiva da equipe, alguns dos elementos-chave da Grande Inter de Herrera da década de 1960 foram o uso de futebol vertical e contra-ataques rápidos e que permitiram ao time marcar com poucos toques. Além disso, a principal força criativa da equipe, o espanhol Luis Suárez, desempenhou um papel fundamental no sucesso da Inter de Milão durante este período, devido à sua excelente habilidades técnicas, visão e alcance; esses atributos permitiram que ele ajudasse o time a recuperar a posse e subsequentemente iniciar ataques rápidos com longas bolas precisas.
Após as sucessivas Liga dos Campeões em 1964 e 1965, o estilo de jogo de Catenaccio de Helenio Herrera sofreu um enorme golpe na final de 1967 em Lisboa, quando enfrentaram o Celtic. O Celtic venceu o jogo por  2-1, com muitos especialistas afirmando que esta era uma "vitória do futebol" contra a defensiva e destrutiva Catenaccio.

## Títulos

### Como treinador
Atlético de Madrid
- Campeonato Espanhol: 1949–50 e 1950–51
- Copa Eva Duarte: 1950

Barcelona
- Campeonato Espanhol: 1958–59 e 1959–60
- Copa da Espanha: 1958–59 e 1980–81
- Taças das Cidades com Feiras: 1955–58 e 1958–60

Internazionale
- Campeonato Italiano: 1962–63, 1964–65 e 1965–66
- Liga dos Campeões da UEFA: 1963–64 e 1964–65
- Copa Intercontinental: 1964 e 1965

Roma
- Coppa Italia: 1968–69

#### Individual
- Hall da Fama do futebol italiano: 2015 [3]
- Os 10 maiores treinadores da era da UEFA (1954-2016) [2]
- Maior Treinador de Todos os Tempos – um dos 5 treinadores[4] classificados entre os 10 maiores pela France Football, World Soccer e ESPN
  - 4º da World Soccer: 2013[5][6]
  - 5º da ESPN: 2013[7]
  - 7º da France Football: 2019[8][9][10]

## Estatísticas

### Como treinador
| Time               | Período           | Registro | Registro | Registro | Registro | Registro | Registro | Registro | Registro |
| Time               | Período           | J        | V        | D        | E        | Vit. %   | GP       | GC       | SG       |
| ------------------ | ----------------- | -------- | -------- | -------- | -------- | -------- | -------- | -------- | -------- |
| Stade Français     | 1946–1948         | 72       | 34       | 16       | 22       | 47.22%   | 140      | 116      | 24       |
| Valladolid         | 1948–1949         | 26       | 10       | 2        | 14       | 38.46%   | 38       | 59       | –21      |
| Atlético de Madrid | 1949–1952         | 86       | 48       | 14       | 24       | 55.81%   | 238      | 158      | 80       |
| Málaga             | 1952              | 11       | 5        | 1        | 5        | 45.45%   | 20       | 17       | 3        |
| Sevilla            | 1953–1956         | 90       | 47       | 8        | 35       | 52.22%   | 206      | 151      | 55       |
| Belenenses         | 1956–1958         | 52       | 25       | 11       | 16       | 48.08%   | 128      | 92       | 36       |
| Barcelona          | 1958–1960         | 60       | 46       | 5        | 9        | 76.67%   | 182      | 54       | 128      |
| Internazionale     | 1960–1968         | 268      | 153      | 74       | 41       | 57.09%   | 485      | 224      | 261      |
| Roma               | 1968–1973         | 150      | 44       | 61       | 45       | 29.33%   | 154      | 155      | –1       |
| Internazionale     | 1973–1974         | 30       | 12       | 11       | 7        | 40%      | 47       | 33       | 14       |
| Rimini             | 1978–1979         | 38       | 3        | 18       | 17       | 7.89%    | 17       | 39       | –22      |
| Barcelona          | 1979–1981         | 25       | 14       | 5        | 6        | 56%      | 57       | 28       | 29       |
| Total na Carreira  | Total na Carreira | 908      | 441      | 226      | 241      | 48.57%   | 1712     | 1126     | 586      |

## Referência
1. ↑  «Greatest Managers, No. 5: Herrera». ESPNFC.com
2. 1 2  UEFA.com. «Coaching greats in profile». UEFA.com (em inglês)
3. ↑  «Hall of fame, 10 new entry: con Vialli e Mancini anche Facchetti e Ronaldo». La Gazzetta dello Sport - Tutto il rosa della vita (em italiano)
4. ↑  junto com Alex Ferguson, Rinus Michels, Arrigo Sacchi e Valeriy Lobanovskiy
5. ↑  Jamie Rainbow (4 de julho de 2013). «The Greatest Manager of all time». World Soccer
6. ↑  Jamie Rainbow (2 de julho de 2013). «The Greatest XI: how the panel voted». World Soccer
7. ↑  «Greatest Managers, No. 5: Herrera». ESPN. 7 de agosto de 2013. Consultado em 7 de fevereiro de 2015
8. ↑  «Top 50 des coaches de l'histoire». France Football. 19 março 2019
9. ↑  «Los 50 mejores entrenadores de la historia». FOX Sports. 19 março 2019
10. ↑  «Los 50 mejores entrenadores de la historia del fútbol». ABC. 19 março 2019